# 刘伟 (歌手)
刘伟（1987年10月7日—），男，北京人，中國歌手、鋼琴家。劉偉在10岁时因意外失去双臂，2010年参加东方卫视举办的《中国达人秀》比赛，比赛中用双脚弹奏钢琴，最后获得冠军，被誉为「断臂钢琴师」。
2008年，参加北京电视台《唱响奥运》节目的录制。2010年，赴意大利参加世界吉尼斯纪录，创造了用脚打字一分钟251个英文字母的世界记录；同年，参加东方卫视《中国达人秀第一季》的比赛，获得全国总决赛冠军。2011年，出演个人首部电影《最长的拥抱》，在片中饰演男主角宫平；同年，出版个人首本自传《活着已值得庆祝》。2012年2月3日，出席“感动中国2011年度颁奖盛典”，并获得感动中国十大人物以及“隐形翅膀”的称号；同年，推出首张个人EP专辑《伟所欲为》。2015年，参加在东方卫视“春满东方”为主题的羊年新春群星大联欢的录制